# 宋宗元
宋宗元（1710年—1779年），字魯儒，號愨庭，堂號尚絅堂，江蘇蘇州府長洲縣人，雍正二年（1723年）後屬元和縣人，清朝政治人物，官至光祿寺少卿。乾隆年間為網師園園主。

## 生平
來自蘇州長洲宋氏家族北宅支。高祖宋如琮（字懋和，號章華，1573-1653）為吳縣庠生，娶韓雍孫女。曾祖宋之炌（字時律，1610-1681）為歲貢生。祖父宋德受（字祿宇，號惕安，1648-1702）為長洲庠生附監生，授州同候選，娶順治六年（1649年）己丑科進士周公軾女。叔父宋勤業。父宋匡業（字鼎來，號梅仲，1680-1740）為監生，考授州同，有孝行，喜愛梅花。母為州同陳起奇女（1682-1765）。宋宗元為宋匡業次子。
宋宗元為元和庠生附監生，乾隆三年（1738年）戊午科順天鄉試第二十七名舉人。九年（1744年）籤掣任直隸成安縣知縣，調良鄉縣知縣，十二年（1747年）由直隸總督那蘇圖薦舉陞補薊州知州，十四年（1749年）任天津府知府、分巡天津道，歷任分巡清河道、署直隸布政使、任永定河道，授中憲大夫，三十年（1765年）丁母憂，服闋，三十三年（1768年）回職再任天津道，後兼署長蘆鹽運使，加恩賞給三品銜。
在任天津時期，宋宗元曾治理洪水。乾隆三十六年（1771年）天津運河漲水，城西芥園決堤，洪水泛濫南鄉，後又倒灌圍城。宋宗元等立即組織搶險，連夜在城東南中堂窪挖土堼（貝殼堤）泄洪入海，洪水消退。事後宋宗元報告直隸總督，建議從芥園開挖減水河一道，至中堂窪入海，以備漲水時泄洪之用。並開挖河道繞城，以便利商賈交通往來。尤其若能開河至東南鹽礦地，不僅可便利商賈往來販運，更可繼而開發津南地區。可惜其建議未獲採納。三十九年（1774年）補授光祿寺少卿，引疾歸里，四十四年（1779年）卒於家。

## 家族
宋匡業有五子三女：長子宋正元（出嗣伯父宋啟業）、次子宋宗元、三子宋文元、四子宋兆元（出嗣從父宋天恆）及五子宋調元。還有三女：長女嫁彭啟豐；次女嫁監生陸霄；三女嫁乾隆六年（1741年）辛酉科順天鄉試舉人、黃平州知州吳縣人凌均。宋宗元夫人潘氏，以出嗣長兄宋正元子宋寶邦為嗣。側室生一女，嫁彭啟豐幼子、湖北縣丞彭紹濟。

## 網師園園主及著述
據沈德潛撰《網師園圖記》、彭啟豐撰《網師園說》及錢大昕於乾隆六十年（1795年）撰《網師園記》，網師園原為南宋吏部侍郎史正志所築的萬卷堂，與南園、滄浪亭相望。乾隆年間宋宗元購得萬卷堂故址，為奉養母親及歸老生活，在此修建園林別業。彼時有巷原名“王思”，宋宗元以“網師”自號，即取“漁隱”之意，又與巷名諧音，而巷名亦隨之改名“網師”。乾隆《元和縣志》（乾隆二十六年（1761年）刻本）記載宋宗元的網師小築內有北山草堂、無喧廬、小山叢桂軒、濯纓水閣、梅花鐵石山房、蹈和室、溪西小隱、度香艇、花影亭、半巢居、斗屠蘇、麗矚樓十二景，宋宗元曾為該小築作《小築即景十二詠》及《小築十詠》。弟宋調元作有《半巢居次二兄元韻》一首。此外，親友張鳳孫於乾隆二十二年（1757年）作《網師小築歌送宋觀察乞養南歸》及《網師園十詠》等詩文。宋宗元去世後，該園逐漸失修，但池水景色依然清澈。其後人將園林售予瞿遠村。
宋宗元對文學與儒學亦有研究。著有《巾經纂》（又名《正經》）二十卷（1751年成書）、《網師園唐詩箋注》 十八卷（1767年成書）、《識字略》十卷（1768年成書）、《網師吟草》八卷（1768年成書）等。
宋宗元玄侄孫（弟宋文元玄孫）宋彥成（字順之，號癯菴，1860-1936，《琴學易知》著者）輯有以網師園“梅花鐵石山房”為名的《梅花鐵石山房詩鈔》二卷。